# Indumentaria deportiva

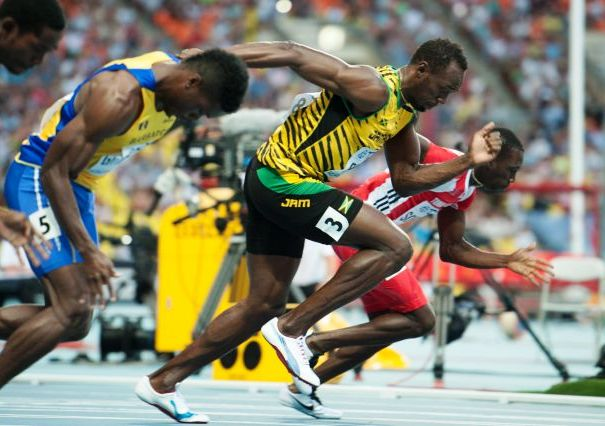
Usain Bolt (en amarillo) y otros corredores usando indumentaria deportiva.

La indumentaria deportiva es la ropa y el calzado que se usa en la práctica de un deporte o para hacer ejercicio físico y no debe confundirse con el equipamiento deportivo.
Se emplea por razones de comodidad (traje de baño), reglamento (judogi) o incluso seguridad (casco de rugby). Pero desde sus orígenes también se usa como ropa casual o por moda.

## Diseño
Las prendas típicas comunes a todo el deporte incluyen chándales, pantalones cortos, camisetas y polos. Las prendas especializadas incluyen trajes de baño (para nadar), trajes acuáticos (para bucear o surfear), trajes de esquí (para esquiar) y leotardos (para gimnasia). El calzado deportivo incluye zapatillas, botas de fútbol, botas de montar y patines. La ropa deportiva también incluye bikinis y algunos crop tops.
Las telas empleadas son materiales técnicos que ayudan a mantener cómodo al usuario durante el ejercicio y dependen de la intensidad de la actividad. Por ejemplo: la ropa de fútbol debe usar tela liviana con capacidad de estiramiento para facilitar el movimiento y la ropa de rugby requiere que la tela sea elástica y resistente para evitar romperse. En todos los deportes, procurando una buena comodidad, debe contar con excelentes propiedades de absorción de la humedad para permitir que el sudor se transfiera desde el interior hacia el exterior de la prenda y la empleada al aire libre en invierno además debe usar telas transpirables con muy buenas propiedades aislantes.

### Propiedades termales
El diseño de ropa deportiva debe considerar las necesidades de aislamiento térmico del usuario. En situaciones de calor, la ropa deportiva debe permitir que el usuario se mantenga fresco; mientras que en situaciones de frío, la ropa deportiva debe ayudar al usuario a mantenerse abrigado.
La ropa deportiva también debe ser capaz de transferir el sudor lejos de la piel, utilizando, por ejemplo, un tejido que transfiera la humedad. El elastano se usa como capas base para absorber el sudor. Por ejemplo, en actividades como el esquí y el montañismo, esto se logra mediante el uso de capas: los materiales que transfieren la humedad (absorben) se usan junto a la piel, seguidos de una capa aislante, y luego prendas impermeables y resistentes al viento.

### Telas que absorben la humedad

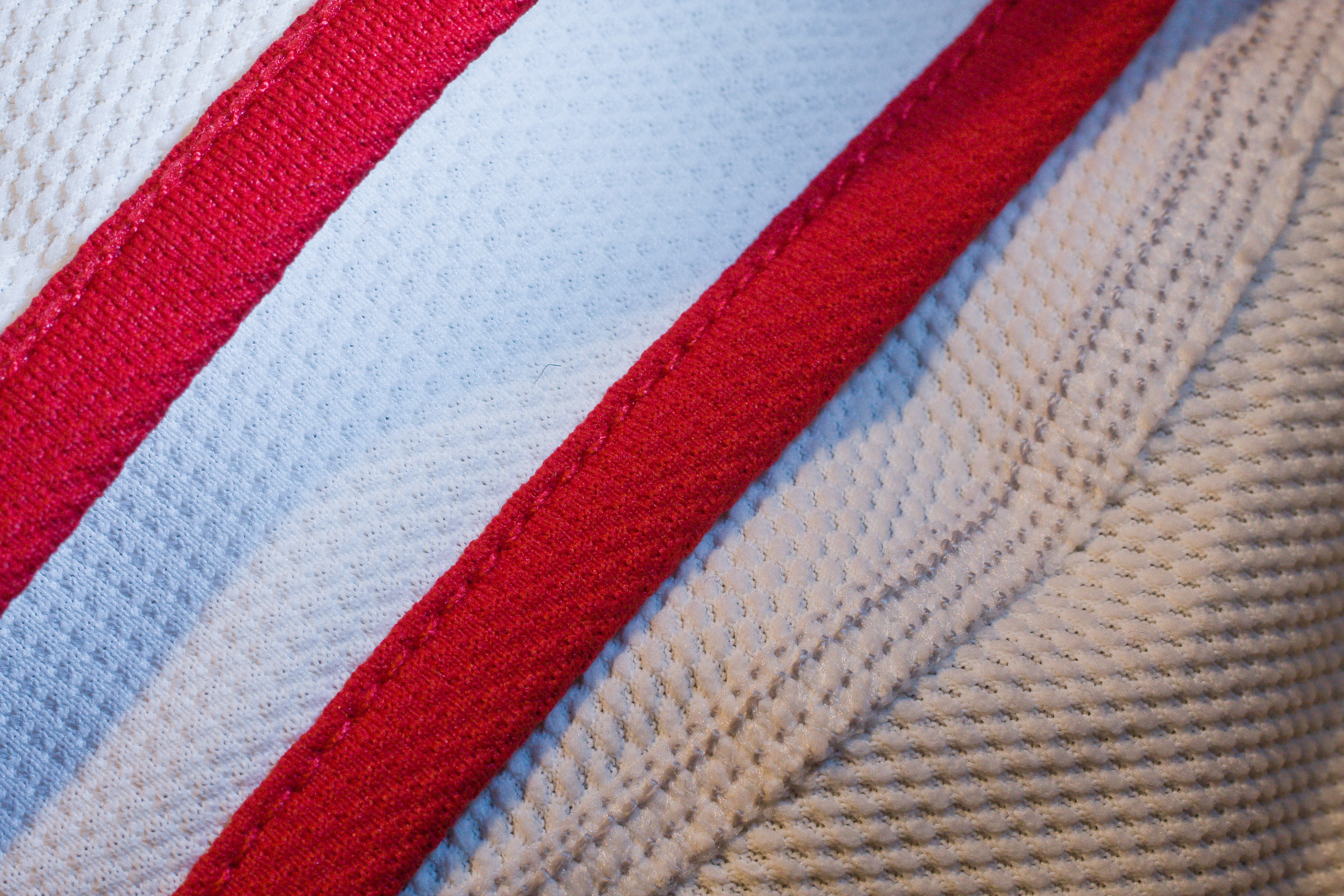
Tejido que transfiere la humedad.

Las telas que absorben la humedad son una clase de telas de alta tecnología que controlan la humedad de la piel de un atleta. Mueven la transpiración del cuerpo hacia la superficie exterior de la tela donde se puede evaporar. Estas telas suelen ser suaves, livianas y elásticas; en otras palabras, se adaptan perfectamente para hacer ropa deportiva.
Absorber la humedad significa que la tela es absorbente y esto puede dejar una barrera de tela mojada en la piel. Drywicking es la variación más nueva de absorción de humedad. Es un tejido inteligente de dos capas que rompe la tensión superficial del sudor y lo impulsa a través de la capa hidrofóbica hacia una capa exterior absorbente natural como el algodón donde es asistido por el enfriamiento por evaporación que deja la piel absolutamente seca. Además del hecho de que su cuerpo puede funcionar mejor, evitará los olores químicamente porque un microclima bacteriano no puede crecer en la piel seca.
Esta amplia categoría de tejidos se utiliza para confeccionar prendas como camisetas, sujetadores deportivos, camisetas de running y ciclismo, calcetines, chándales y camisetas tipo polo para cualquier actividad física en la que el objetivo sea mantener la piel lo más fresca y seca posible.

### Reglamento

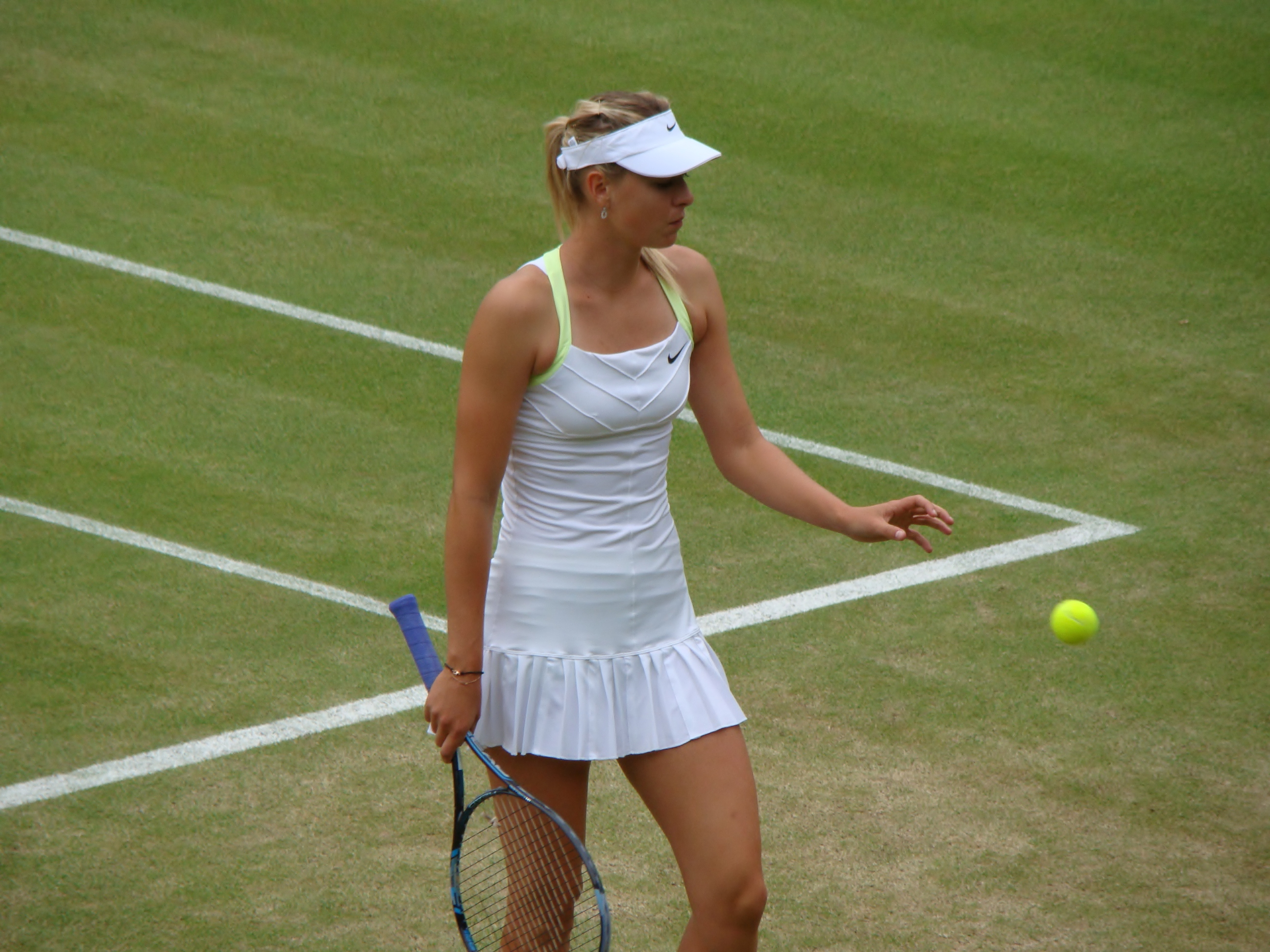
María Sharápova vistiendo un minivestido blanco, color exigido para el Campeonato de Wimbledon.

La ropa deportiva generalmente está diseñada para ser liviana para no estorbar al usuario. La mejor ropa deportiva para algunas formas de ejercicio, por ejemplo, ciclismo, no debe crear resistencia ni ser demasiado voluminosa.
Por otro lado, la ropa deportiva debe ser lo suficientemente holgada como para no restringir el movimiento. Algunos deportes tienen requisitos de estilo específicos, por ejemplo, el judogi utilizado en el judo. Varios deportes físicamente peligrosos requieren equipo de protección, por ejemplo, la esgrima o el fútbol americano.

### Uniforme
La ropa deportiva estandarizada también puede funcionar como uniforme. En los deportes de equipo, los equipos contrarios suelen identificarse por los colores de su ropa, mientras que los miembros individuales del equipo pueden reconocerse por un número en la espalda de una camiseta.
En algunos deportes, se usan prendas de vestir específicas para diferenciar los roles dentro de un equipo. Por ejemplo, en voleibol, el líbero (especialista en el juego defensivo) viste de un color diferente al de sus compañeros. En deportes como el fútbol y los códigos GAA, el portero usa un color o patrón contrastante. En otros deportes, la ropa puede indicar el estado actual o los logros pasados de un participante. En las disciplinas ciclistas, el maillot arcoíris indica el campeón mundial actual, y en las principales carreras de ciclismo en ruta, el líder de la carrera y los líderes de las clasificaciones auxiliares usan maillots de colores particulares.
El elastano es el material preferido para la ropa deportiva ajustada y liviana, como la que se usa en atletismo, el ciclismo, la danza, la gimnasia y el patinaje de velocidad sobre patines en línea.
La ropa deportiva se usa comúnmente como un medio para la promoción de patrocinadores de un deportista o equipo. En algunos deportes, existen regulaciones que limitan el tamaño o el diseño de las marcas y logotipos de patrocinio en las prendas de vestir.

### Deportes de invierno

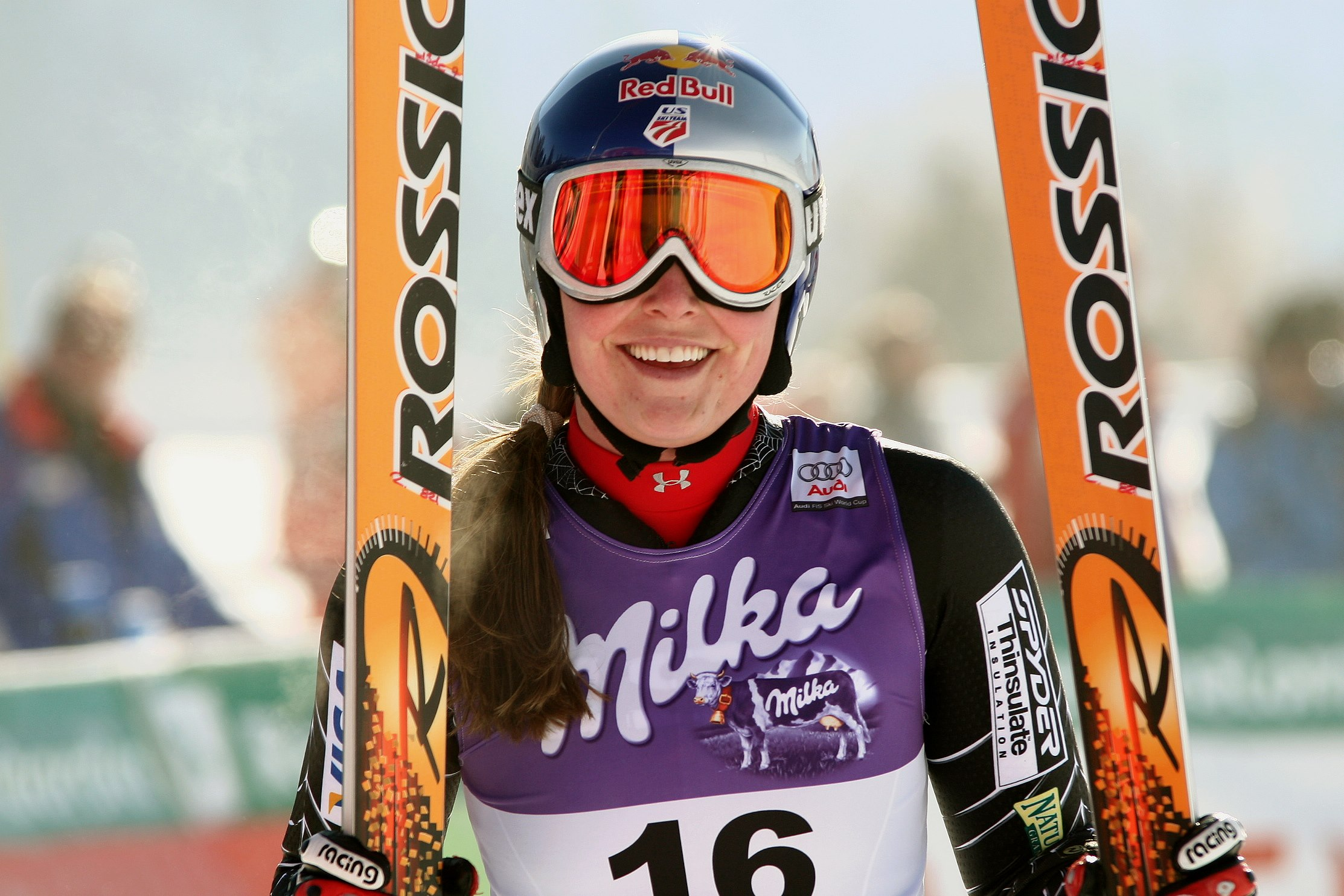
La esquiadora estadounidense Lindsey Vonn vistiendo ropa especialmente aislante.

En los deportes de invierno se necesitan vestimentas para condiciones climáticas extremas como la nieve; abrigos o chaquetas más gruesos, guantes y botas. Las chaquetas para la nieve se diferencian de los abrigos casuales en que pueden estar empacados con aislamiento adicional y materiales de revestimiento más gruesos.
El aislamiento suele estar hecho con plumón, que es la capa de plumas finas de gansos o patos. Estas plumas están aisladas de forma natural para mantener a las aves calientes en los duros climas invernales, atrapando el aire en el interior y evitando que el calor del cuerpo fluya hacia afuera. Se están inventando tipos alternativos de aislamiento que incluyen: microfibras sintéticas y aislamiento a base de poliéster. Estos materiales funcionan tan bien como el plumón, si no mejor, y se están volviendo populares en los mercados con la ayuda de las principales marcas que utilizan dichos materiales para sus equipos.
El equipo de invierno también debe ser flexible para que pueda ofrecer una amplia gama de movimientos. Una chaqueta ideal debería tener suficiente aislamiento para ser cálido pero ligero, debe estar hecha con un material que no sea restrictivo. Las chaquetas con plumón serán ligeras y cálidas, pero suelen ser más caras. Además, las chaquetas de plumas generalmente no son resistentes al agua. Sin embargo, las chaquetas con aislamiento sintético son resistentes al agua y más baratas que las de plumón, pero pierden sus factores de aislamiento y son más pesadas.

## Diferencia de género

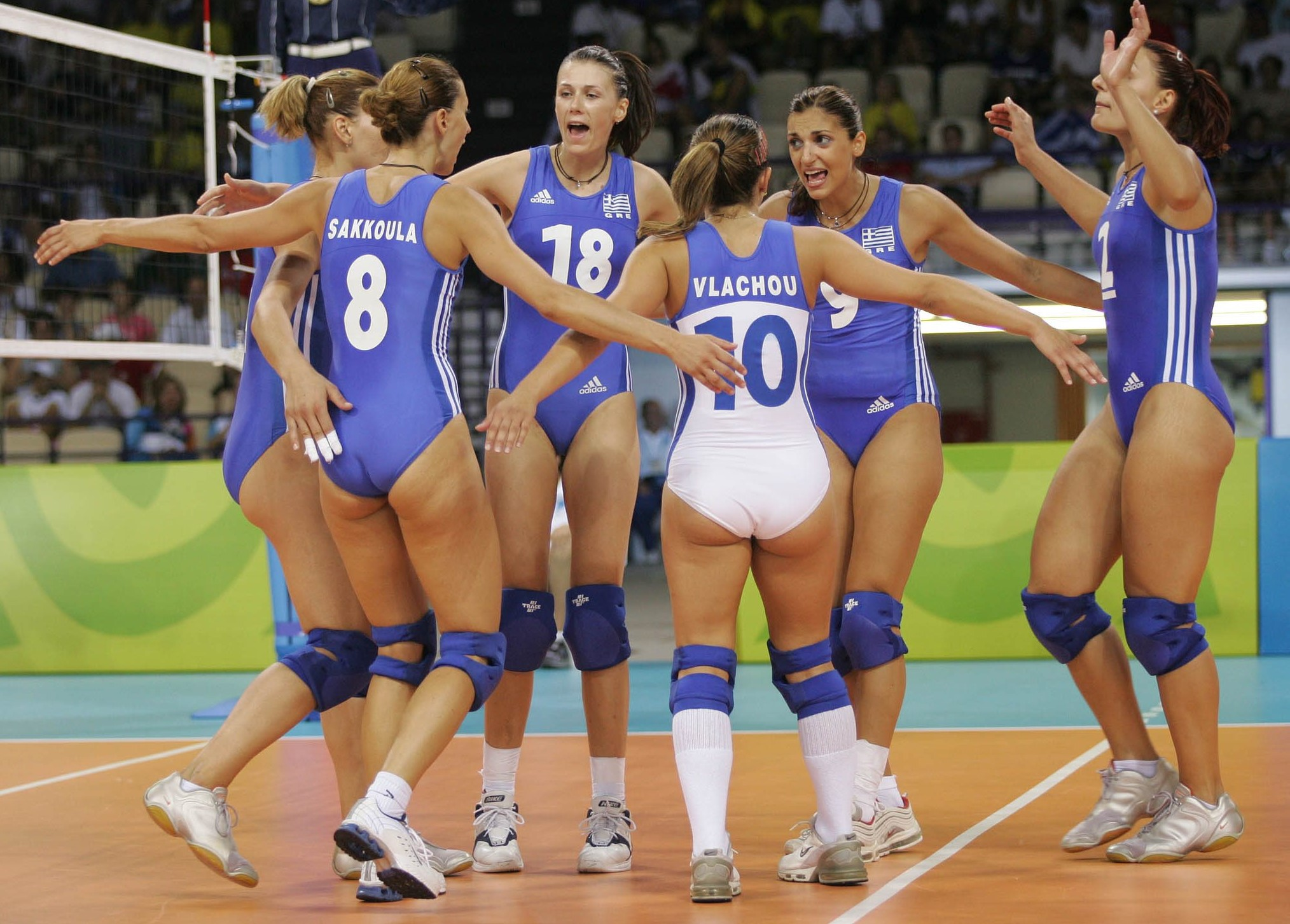
Es posible que el uniforme no siempre esté estandarizado. Las jugadoras de voleibol de interior visten camisetas y pantalones cortos, en esta imagen tomada durante los Juegos Olímpicos de Atenas 2004, el equipo griego lleva leotardos.

En deportes como el tenis, mientras que los hombres suelen llevar pantalón corto y camiseta o polo, en el caso de las mujeres existe la opción de llevar top o musculosa con minifalda, falda pantalón, pantalón corto o minivestido (que es una prenda única combinando minifalda y top).

## Athleisure

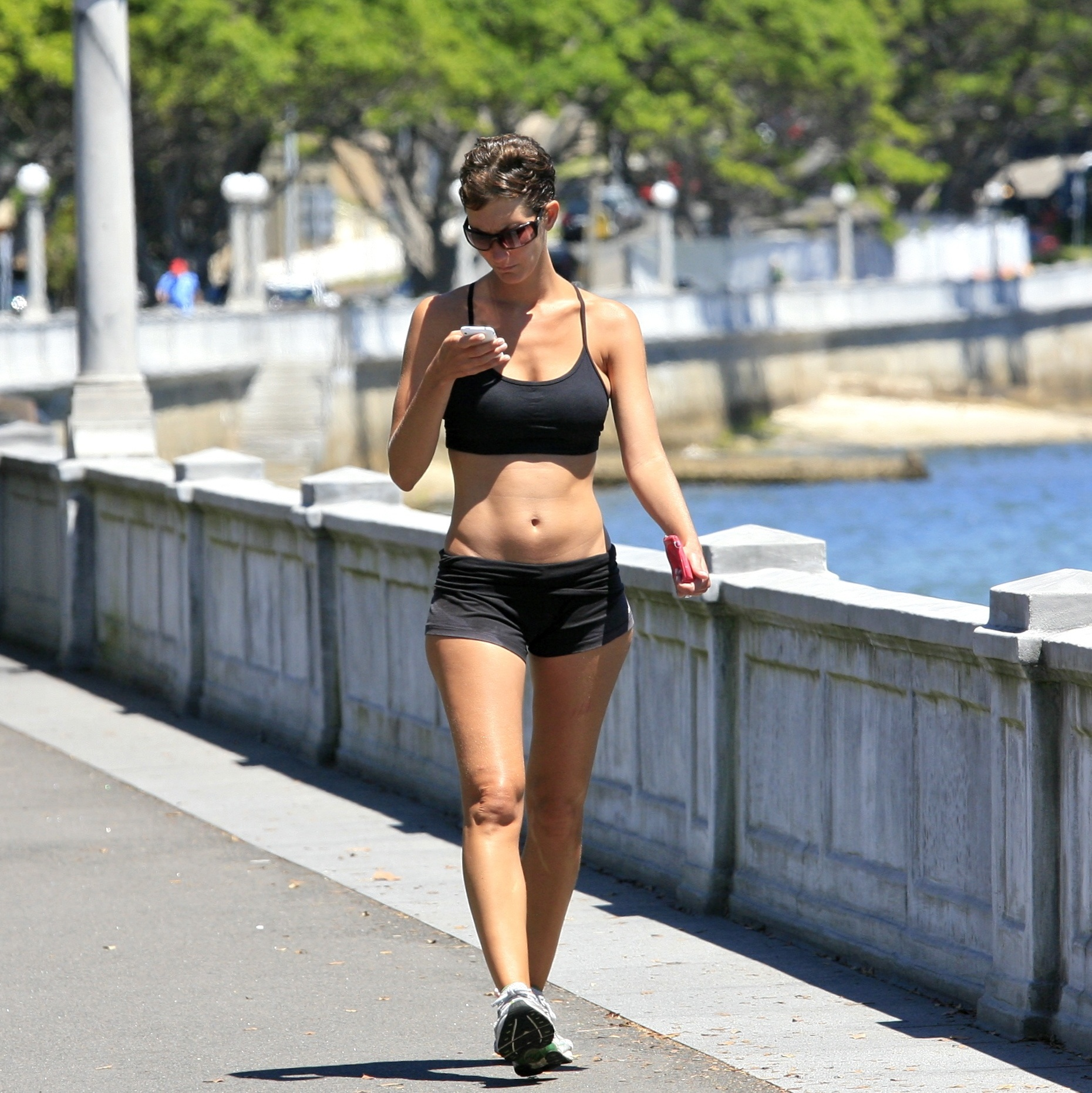
Mujer usando ropa deportiva como ropa casual.

A medida que la ropa deportiva se pone más de moda y más popular entre los consumidores, las ventas han aumentado. El mercado de ropa deportiva se valoró en 351.164 millones de dólares en 2017 y se prevé que alcance los 546.802 millones de dólares para 2024. Con una CAGR del 6,5 % de 2018 a 2024, América del Norte dominó el mercado global de ropa deportiva en 2017 y representó el 42,3 % de los ingresos totales.
Algunos analistas atribuyen el crecimiento de las ventas a un cambio intrínseco en la forma en que se diseña la ropa deportiva: «Históricamente, lo que había estado disponible para las mujeres eran artículos basados en un artículo para hombres que simplemente se hacían más pequeños y se volvían de un color favorecedor como el rosa. Las mujeres atletas esperaban más.» dijo Scott Key, vicepresidente senior y gerente general de Athleta. También se sincroniza con el athleisure, una tendencia general en la moda mundial hacia un estilo de vestir más informal.

### Comercio y mercadotecnia
En las economías prósperas y en ascenso, la ropa deportiva es una categoría de consumo importante en el espacio de la salud personal, los artículos de lujo y el ocio, asociada con una presencia agresiva en los medios y estrategias de marketing de alcance global, a menudo centradas en el patrocinio de atletas famosos.
En los niveles más altos de rendimiento, el requisito de durabilidad de una prenda deportiva costosa y técnicamente avanzada puede ser tan corto como un solo evento competitivo. En los niveles más bajos de competencia y participación, existen muchos posibles compromisos entre forma, función, estética (moda), estilo de desempeño, durabilidad y costo. Esto ha dado lugar a una variedad casi desconcertante de ofertas de productos, especialmente donde la colisión entre todas estas variables es más intensa, en particular el calzado, con ediciones estacionales y retoques de todas las marcas principales.

## Traje de golf
En el golf existe una larga tradición de usar ropa especial, un atuendo que refleja la tradición de los aristócratas escoceses caminando por el campo de golf, balanceando sus palos y practicando de manera elegante y noble. Sin embargo, la ropa de golf también se ve influenciada por tejidos modernos y tendencias que ponen énfasis en la funcionalidad y la durabilidad. Los golfistas, al igual que los atletas de otros deportes, son ante todo deportistas, y en segundo lugar figuras públicas. Los atletas en todos los deportes prefieren tejidos que absorban la humedad, detalles nítidos y colores de moda contemporáneos.

## Rash guard
El rash guard es una camiseta deportiva hecha de spandex y nylon o poliéster. El nombre rash guard refleja el hecho de que la camiseta protege al usuario de erupciones causadas por la fricción o de quemaduras solares tras una exposición prolongada al sol, sirviendo como vestimenta protectora contra el sol.
El rash guard se suele llevar solo al hacer surf en climas demasiado cálidos para un traje de neopreno, para evitar rozaduras al deslizarse por la superficie encerada de la tabla de surf. La cera de la tabla de surf retiene la arena de la playa, que puede rozar contra el surfista cuando rema hacia el salto, o contra las piernas al sentarse en la tabla.
Muchos deportistas practicantes usan rash guard para evitar rozaduras bajo el kimono o como prenda única para entrenar en diversas formas de lucha y artes marciales mixtas (MMA). Los beneficios potenciales, pero no comprobados, incluyen:
- Proteger la piel de quemaduras por el tatami.
- Control de la humedad.
- El efecto de compresión sobre los músculos es beneficioso para prevenir distensiones musculares.
- Práctica adecuada de higiene.

En la mayoría de los casos, las rash guards para jiu-jitsu brasileño (BJJ) y MMA son más delgadas que las rash guards tradicionales para surf o buceo. Tampoco protegen contra los rayos ultravioleta.